# Rennschlitten- und Bobbahn Altenberg
Koordinaten: 50° 46′ 56″ N, 13° 43′ 21″ O
Die Rennschlitten- und Bobbahn Altenberg (von 2012 bis 2018 DKB-Eiskanal, von 2018 bis 2020 ENSO-Eiskanal, seit 2021 SachsenEnergie-Eiskanal) ist eine Kunsteisbahn für den Bob-, Skeleton- und Rennrodelsport in Deutschland. Die Bahn mit einer Gesamtlänge von 1413 m hat 17 Wettkampf-Kurven – davon einen Kreisel: die 320°-Kurve 10. Die 2007 im Zuge des veränderten Auslaufs entstandene leichte Richtungsänderung im Zielbereich nach der Endzeit-Lichtschranke gehört nicht zu den Wettkampfkurven. Auf der Bahn kann eine Geschwindigkeit von ca. 140 Kilometern pro Stunde erreicht werden.

## Lage
Sie befindet sich im sächsischen Osterzgebirge im Kohlgrund auf einem Nordosthang in unmittelbarer Nähe des Ortes Hirschsprung, ca. 5 Kilometer von Altenberg entfernt.

## Geschichte
Nachdem das Politbüro der SED 1980 den Bau der Bobbahn beschlossen hatte, begannen 1982 unter größter Geheimhaltung die Bauarbeiten. Sie standen unter der Aufsicht des Ministeriums für Staatssicherheit (MfS), das auch nach Fertigstellung der Bahn bis zur Auflösung des MfS 1989 Träger der Bahn war.
Mit dem Bau der Bobbahn sollte die DDR eine FIBT-zertifizierte und damit international wettkampftaugliche Bobbahn erhalten. Die einzig weitere im Land vorhandene Rennrodelbahn Oberhof erfüllte dieses Kriterium nicht, konnte zudem nur von Zweierbobs genutzt werden und war renovierungsbedürftig. Gleichzeitig war die Bobbahn Altenberg als fahrtechnisch anspruchsvollste Bobbahn der Welt geplant, um den erfolgreichen DDR-Bobsportlern optimale Vorbereitungsbedingungen für internationale Wettkämpfe zu garantieren.
Die Planungen erfolgten durch das Wissenschaftlich-Technische Zentrum für Sportbauten (WTZ) in Leipzig, die bautechnische Realisierung oblag dem Bau- und Montagekombinat Kohle und Energie Dresden und die Kältetechnik kam vom VEB Maschinenfabrik Halle.
Die ersten im Herbst 1983 u. a. von Wolfgang Hoppe und Dietmar Schauerhammer durchgeführten Probefahrten zeigten jedoch, dass die Bobbahn zu schwierig gebaut war und selbst von damaligen Weltklassefahrern psychisch nicht befahrbar war. Es kam zu mehreren Stürzen von Testfahrern und Hoppe beurteilte die Bahn als „nicht zu beherrschen“.
Die DDR hatte auf Grund fehlender eigener Erfahrungen einen Großteil der Konstruktionsunterlagen mit einem Rechenmodell der Oberhofer Bahn des westdeutschen Ingenieurbüros Deyle aus Stuttgart angekauft. Doch an der Altenberger Bahn selbst waren die West-Ingenieure nicht erwünscht. Das ganze Projekt musste neu berechnet werden.
Stasi-Chef Erich Mielke erließ mit einer vertraulichen Verschlusssache vom 7. Mai 1984 den Befehl,
- im Winter 1984/85 eine Nutzung für Trainingszwecke,
- im Winter 1985/86 die volle Nutzung der gesamten Bahn für Trainingszwecke und Wettkämpfe im DDR-Maßstab und
- ab Winter 1987 die Nutzung für internationale Wettkämpfe zu ermöglichen, sowie
- im Zeitraum 1986/90 die erforderlichen materiell-technischen Voraussetzungen für die Sektionen Bob und Rennschlitten der SG Dynamo Zinnwald zu schaffen.

Daraufhin wurde die Bahn von 1984 bis 1986 nahezu komplett umgebaut und entschärft. Von den 17 Kurven der Bahn wurden 10 gesprengt und völlig neu konstruiert, weitere 6 Kurven wurden teilweise korrigiert. Aus vorliegenden Dokumenten geht hervor, dass die Baukosten, die ursprünglich mit ca. 150 bis 160 Millionen DDR-Mark kalkuliert waren, sich durch die unvermeidlichen Änderungen drastisch erhöhten. Experten schätzen, dass die DDR am Ende insgesamt bis zu 350 Millionen Mark für dieses Prestigeobjekt ausgegeben hat.
Am zweiten Märzwochenende des Jahres 1986 fand mit den DDR-Meisterschaften im Zweierbob der erste offizielle Wettkampf noch unter Baustellenbedingungen statt. Nach Übergabe der zweiten Kunsteisbahn der DDR nach Oberhof folgte Ende November die internationale Premiere mit der Drei-Bahnen-Tournee als Auftakt zur Rennrodelsaison 1986/87.
Die offizielle Einweihungsveranstaltung und Zertifizierung durch die internationalen Fachverbände FIBT und FIL erfolgte 1987.
1991 übertrug die Landesregierung Sachsens die Verantwortung für die Bahn der Stadt Altenberg, die im selben Jahr erstmals Gastgeber der FIBT-Weltmeisterschaften war. 1996 wurden erstmals Rennrodel-Weltmeisterschaften ausgetragen und 1998 die Skeleton-Weltmeisterschaft.
Zum zweiten Mal fand 2000 in Altenberg die Bob-Weltmeisterschaft statt. Dabei besuchten etwa 20.000 Besucher die Veranstaltung. 2007 wurde die Bobbahn für die Bob- und Skeleton-Weltmeisterschaft im Folgejahr für 4,1 Millionen Euro erneuert und dabei u. a. die Auslaufzone erweitert. Der Weißeritzkreis wurde Eigentümer der Bahn und es wurde die Wintersport Altenberg (Osterzgebirge) GmbH gegründet.
Zur Bob- und Skeleton-Weltmeisterschaft 2008 kamen etwa 30.000 Besucher an die Bahn und 18 Mio. TV-Zuschauer in Deutschland und 210 Mio. weltweit verfolgten die Rennen. Die Rennrodel-Weltmeisterschaften 2012 fanden in Altenberg statt.

Logo des DKB-Eiskanals (2012–2018)

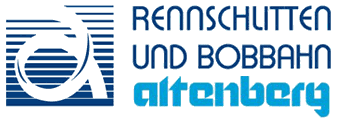
Logo der Rennschlitten- und Bobbahn Altenberg (2018)

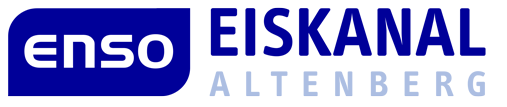
Logo des ENSO-Eiskanals (2018–2020)

Vor dem Bob- und Skeleton-Weltcup 2012 sicherte sich die Deutsche Kreditbank (DKB) für rund 100.000 Euro jährlich die Namensrechte an der Altenberger Bahn. In der laufenden Saison 2011/12 erfolgte deshalb die Umbenennung von Rennschlitten- und Bobbahn Altenberg (RSBB) in DKB-Eiskanal.' Im Dezember 2017 wurde bekannt, dass die DKB sich als Sponsor aus dem Wintersportbereich zurückzieht. Der Mitte 2018 auslaufende Vertrag zu den Namensrechten des DKB-Eiskanals wird daher nicht verlängert. Am 29. Oktober 2018 wurde bekanntgegeben, dass der Energieversorger ENSO Energie Sachsen Ost mit Beginn der Saison 2018/19 Haupt- und Namenssponsor der Rennschlitten- und Bobbahn Altenberg wird. Der geschlossene Vertrag wurde mit einer Gültigkeitsdauer von vier Jahren geschlossen. Aufgrund der Fusion von ENSO Energie Sachsen Ost und Drewag zu SachsenEnergie (Anfang 2021) wurde auch der Name der Rennschlitten- und Bobbahn Altenberg in SachsenEnergie-Eiskanal geändert.
Heute gilt die Altenberger Bob- und Rennschlittenbahn, neben der Olympiabahn von 2010 in Whistler (British Columbia), als die schwierigste und gefährlichste der Welt. 2019 sollten die Kurven 11–13 in Vorbereitung der Bob- und Skeleton-Weltmeisterschaften 2020 umgebaut werden. Der geplante Umbau konnte wegen Ausbleibens der Fördermittel nicht realisiert werden. Am 29. Mai 2019 erfolgte wegen der inzwischen auf 3.622.100 Euro erhöhten Investitionssumme ein erneuter Antrag auf Förderung durch den Bund und den Freistaat Sachsen, über den – Stand 10. Februar 2020 – noch nicht entschieden wurde. Da die erforderlichen Planungen und die Ausschreibung erst nach einem positiven Bescheid erfolgen können, ist mit einem Beginn des Umbaus frühestens im Sommer 2020 zu rechnen.
Geschäftsführer der Betreibergesellschaft Wintersport Altenberg GmbH war seit Oktober 2007 der ehemalige Bobsportler Matthias Benesch. Im September 2018 wurde bekannt, dass Benesch zum Ende der Saison 2018/19 an die Spitze des Rennrodel-, Bob- und Skeletonverbandes Sachsen wechseln würde und aus diesem Grund die Gesellschafter um seine Abberufung als Geschäftsführer gebeten hatte. Der Kreistag des Landkreises Sächsische Schweiz-Osterzgebirge stimmte diesem Wunsch zu. Zum 1. Juni 2019 übernahm Jens Morgenstern die Geschäftsführung.

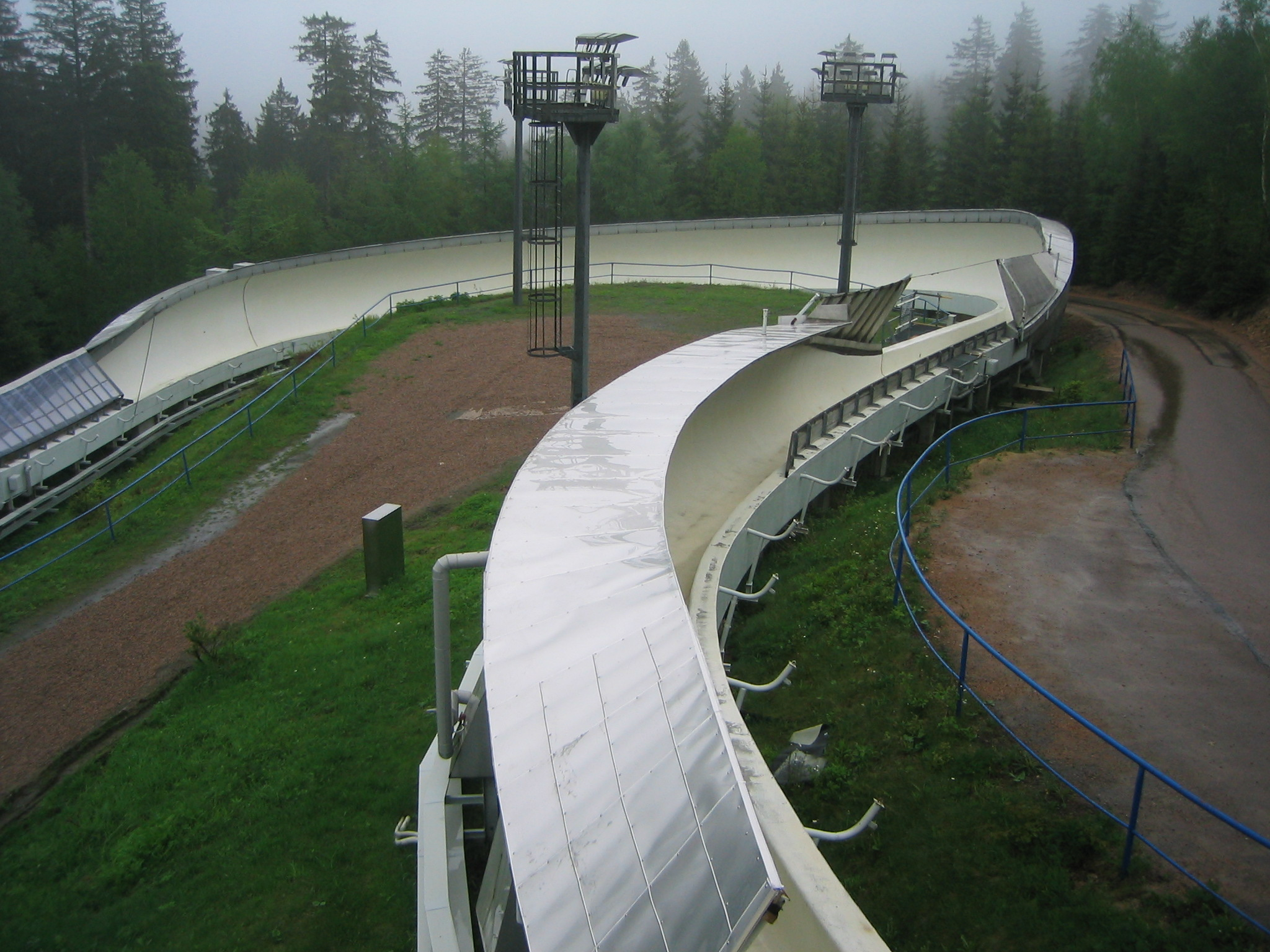
Kurven 3–5 (Omega)
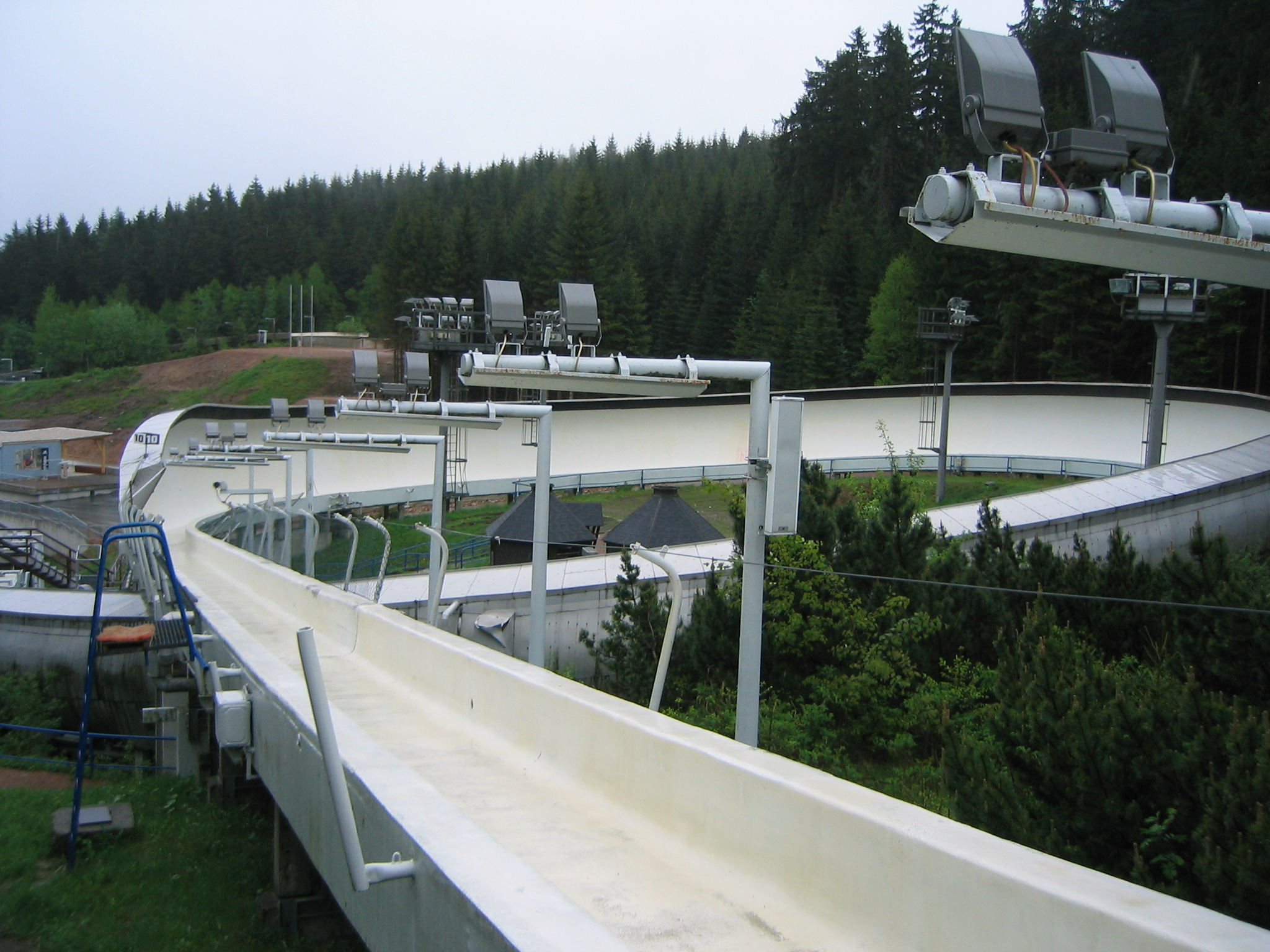
Kurve 10 (Kreisel)
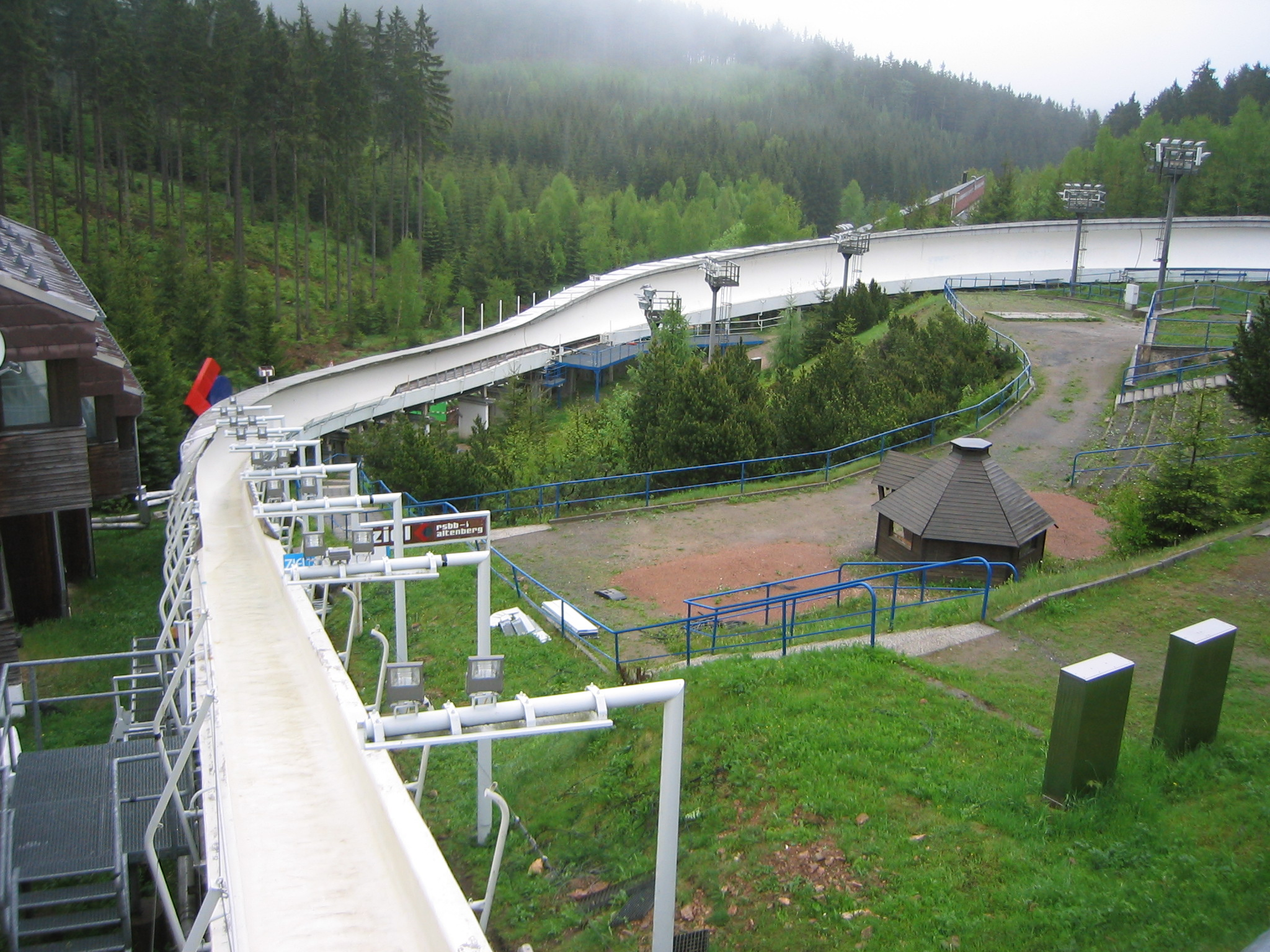
Kurven 15–17 (Zielkreisel)

## Veranstaltungen
Der Eiskanal ist seit seiner offiziellen Inbetriebnahme regelmäßiger Austragungsort von Weltcuprennen im Rennrodeln und Bobsport sowie mehrfacher Europa- und Weltmeisterschaften. Als Ersatz für Lake Placid wurde Altenberg aufgrund der Covid-19-Pandemie Ausrichter der Bob- und Skeleton-Weltmeisterschaften 2021.

### Europameisterschaften
- 1994 – Skeleton
- 1995 – Bob
- 1999 – Skeleton
- 2002 – Rennrodeln
- 2005 – Bob und Skeleton
- 2012 – Bob und Skeleton
- 2016 – Rennrodeln

### Weltmeisterschaften
- 1991 – Bob
- 1994 – Skeleton
- 1996 – Rennrodeln
- 1999 – Skeleton
- 2000 – Bob
- 2008 – Bob und Skeleton
- 2012 – Rennrodeln
- 2020 – Bob und Skeleton
- 2021 – Bob und Skeleton
- 2024 – Rennrodeln

## Rekorde

### Startrekorde
| Zweierbob Männer                                         | Viererbob Männer                                                                                    | Zweierbob Frauen                                            | Monobob Frauen                           |
| -------------------------------------------------------- | --------------------------------------------------------------------------------------------------- | ----------------------------------------------------------- | ---------------------------------------- |
| 5,11 s – 6. Januar 2018 Justin Kripps / Alexander Kopacz | 5,01 s – 29. Februar 2020 Francesco Friedrich / Candy Bauer / Martin Grothkopp / Alexander Schüller | 5,54 s – 6. Januar 2018 Elana Meyers Taylor / Briauna Jones | 5,92 s – 14. Februar 2021 Cynthia Appiah |

| Skeleton Männer                                | Skeleton Frauen                      |
| ---------------------------------------------- | ------------------------------------ |
| 4,86 s – 28. November 2015 Alexander Tretjakow | 5,24 s – 1. März 2020 Elena Nikitina |

| Rennrodeln Einsitzer Männer                | Rennrodeln Einsitzer Frauen               | Rennrodeln Doppelsitzer Männer                           | Rennrodeln Doppelsitzer Frauen                             |
| ------------------------------------------ | ----------------------------------------- | -------------------------------------------------------- | ---------------------------------------------------------- |
| 7,040 s – 21. Februar 2015 Johannes Ludwig | 5,451 s – 3. Dezember 2017 Tatjana Hüfner | 5,682 s – 13. Februar 2016 Toni Eggert / Sascha Benecken | 5,925 s – 4. Februar 2023 Andrea Vötter / Marion Oberhofer |

### Bahnrekorde
| Zweierbob Männer                                                 | Viererbob Männer                                                                 | Zweierbob Frauen                                         | Monobob Frauen                        |
| ---------------------------------------------------------------- | -------------------------------------------------------------------------------- | -------------------------------------------------------- | ------------------------------------- |
| 54,00 s – 22. Februar 2020 Francesco Friedrich / Thorsten Margis | 53,17 s – 24. Februar 2008 André Lange / René Hoppe / Kevin Kuske / Martin Putze | 56,08 s – 18. Februar 2024 🇩🇪 Laura Nolte / Deborah Levi | 58,80 s – 14. Januar 2023 Laura Nolte |

| Skeleton Männer                                 | Skeleton Frauen                         |
| ----------------------------------------------- | --------------------------------------- |
| 55,77 s – 3. Dezember 2021 Christopher Grotheer | 57,52 s – 3. Dezember 2021 Tina Hermann |

| Rennrodeln Einsitzer Männer               | Rennrodeln Einsitzer Frauen             | Rennrodeln Doppelsitzer Männer                            | Rennrodeln Doppelsitzer Frauen                      |
| ----------------------------------------- | --------------------------------------- | --------------------------------------------------------- | --------------------------------------------------- |
| 53,452 s – 25. Februar 2017 Roman Repilow | 51,786 s – 28. Januar 2024 Merle Fräbel | 41,388 s – 13. Februar 2016 Toni Eggert / Sascha Benecken | 42,334 s – 27. Januar 2024 Anda Upite / Zane Kaluma |

| Skeleton Mixed Team                                                    | Rennrodeln Teamstaffel |
| ---------------------------------------------------------------------- | --- |
| 1:55,390 Minuten – 1. März 2020 Jacqueline Lölling / Alexander Gassner | 3:10,869 Minuten – 28. Januar 2024 Julia Taubitz, Tobias Wendl / Tobias Arlt, Max Langenhan, Dajana Eitberger / Saskia Schirmer |

| Rennrodeln Sprint Einsitzer Männer     | Rennrodeln Sprint Einsitzer Frauen      | Rennrodeln Sprint Doppelsitzer Männer                     | Rennrodeln Sprint Doppelsitzer Frauen                          |
| -------------------------------------- | --------------------------------------- | --------------------------------------------------------- | -------------------------------------------------------------- |
| 32,862 s – 22. Februar 2015 Felix Loch | 37,052 s – 26. Januar 2024 Lisa Schulte | 27,790 s – 22. Februar 2015 Toni Eggert / Sascha Benecken | 28,234 s – 26. Januar 2024 Marta Robežniece / Kitija Bogdanova |

## Filme
- Mielkes Traum – Die Bobbahn Altenberg. [Langfassung von Formel 1 im Eiskanal.] Dokumentarfilm, Deutschland, 2016, 43:44 Min., Buch und Regie: Gerd Gerlach, Produktion: Mitteldeutscher Rundfunk, Erstsendung: 17. Januar 2017 bei MDR, Inhaltsangabe bei ARD.
- Formel 1 im Eiskanal – die Geschichte der Bobbahn Altenberg. Dokumentarfilm, Deutschland, 2015, 29:38 Min., Buch und Regie: Gerd Gerlach, Reihe: Der Osten – Entdecke wo du lebst, Produktion: Mitteldeutscher Rundfunk, Erstsendung: 24. November 2015 bei MDR, Inhaltsangabe von tv.de. – Video zurzeit bei den öffentlich-rechtlichen Sendern nicht verfügbar.